# Шалава (герб)
Шала́ва (пол. Szaława, Saława, Salava, Sielawa) — польский дворянский герб.

## Описание
В голубом поле золотой ободок, в середине которого в виде треугольника помещено три золотых креста, в трех местах касающиеся круга. Над шлемом видна поднятая вверх рука, вооружённая обнаженным, обоюдоострым мечом. Происхождение этого герба относят к началу XIV века.

## Легенда о происхождении
Согласно легенде, приводимой геральдистами Папроцким и Несецким, начало этого герба связано с христианизацией Руси. Князь Владимир, пожелав принять крещение, отправил своих послов в Византию, чтобы там ознакомиться с правилами православного обряда. Послы настолько прониклись греческой верой, что приняли крещение и, вернувшись на родину, с большим воодушевлением стали превозносить христианство. Язычники из окружения князя насмехались над ними и над новой верой. Не выдержав оскорблений, один из посланников вызвал трех противников на поединок в обведенном им кругу и всех победил. За бешеную храбрость посланник получил прозвище безумный («шальной»), а в память о событии князь утвердил за ним герб с тремя крестами в кругу.

## Герб используют
Alkiewicz, Chalkowski, Figurski, Gałko, Gałkowski, Gołajkowski, Hajkowski, Halk, Halka, Hałajkowski, Hałko, Kociełło, Korotyński, Kuczyński, Ledochowicz, Ледоховские (Ledóchowski, Leduchowski), Людоговские (Ludochowski), Łopata, Nawojski, Nawratyński, Навроцкие (Nawrocki), Nawrotyński, Puciłowski, Romanowski, Strzesz, Strzyż, Strzyżewski, Syratowicz, Syriatowicz, Syryjatowicz, Szalewicz, Szamlicki, Szapka, Szaputowicz, Szatko, Szatkowski, Świerski, Świrkowski, Świrski, Wigura